# Урташ
Урташ — река в России, протекает по Нижнесергинскому району Свердловской области. Устье реки находится в 32 км по левому берегу реки Пут. Длина реки Урташ составляет 20 км.
Ближе к верховьям Урташа на его правом берегу расположен посёлок Октябрьский.

## Данные водного реестра
По данным государственного водного реестра России, Урташ относится к Камскому бассейновому округу, речному бассейну Камы, речному подбассейну Белой. Водохозяйственный участок реки — Уфа от Нязепетровского гидроузла до Павловского гидроузла, без реки Ай.
Код объекта в государственном водном реестре — 10010201112111100021176.